# Aylen del Toro
Aylén del Toro (La Habana, 21 de febrero de 1986) es una periodista y presentadora de televisión cubano-mexicana. Actualmente, es la presentadora del noticiero Prime Time en la plataforma VIX, parte de la cadena Televisa Univision. Además, colabora regularmente en otros programas de la misma cadena, como Edición Digital y Despierta América.

## Primeros años y educación
Nacida en La Habana, Cuba, Aylen emigró a México junto a su familia cuando tenía seis años. Estudió Ciencias de la Comunicación en la Universidad Internacional de Cuernavaca, Morelos, y realizó un intercambio en la Universidad Camilo José Cela en Madrid, España. Durante sus años universitarios, participó como presentadora en programas televisivos de ambas instituciones.
Además de su formación académica, Del Toro ha completado cursos adicionales, como un programa intensivo en el Seneca College en Toronto, Canadá, y diplomados en locución y conducción en TV Azteca México.

## Carrera
Aylen comenzó su carrera en los medios como reportera del noticiero Hechos Meridiano en Morelos. Gracias a su carisma y trabajo, rápidamente fue promovida a conductora principal en TV Azteca Morelos. Sólo un año más tarde, la promovieron al noticiero nacional Hechos AM de TV Azteca para ser una de las presentadoras de este espacio con los periodistas Jorge Zarza y Ana Winocur. Durante este tiempo en TV Azteca Nacional, también fue conductora del programa de entretenimiento ¿Qué hay de comer?, junto al actor Omar Fierro, y presentadora del programa de tecnología Punto MX, donde exploraba avances tecnológicos y de salud de forma dinámica y el noticiero “Panoramas”.
En 2017, se unió a TelevisaUnivision, donde ha trabajado con periodistas reconocidos como Jorge Ramos, María Antonieta Collins, Ilia Calderón, Enrique Acevedo, Alan Tacher. Ha participado en importantes coberturas, como huracanes, elecciones presidenciales tanto en México como en Estados Unidos, la visita del Papa Benedicto XVI a México al igual que la de los Reyes Felipe y Letizia de España, y en el mundo del entretenimiento ha entrevistado a artistas como Eva Mendes, Eugenio Derbez, Emilio Estefan, Pandora, Carlos Baute, Olga Tañon, por mencionar algunos.

## Premios y reconocimientos
En 2015, Aylen Del Toro recibió el premio Global Quality Gold en la categoría Élite por su excelencia en la conducción.

## Vida personal
Aylen Del Toro reside en Miami, Florida, con su esposo, Sebastián Jaume, con quien se casó en 2019, y su hijo Bastian  y gran parte de su familia.